# هاپکینزویل

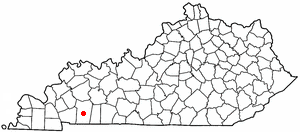
محل شهر هاپکینزویل در ایالت کنتاکی

هاپکینزویل یکی از شهرهای ایالات متحدهٔ آمریکا، واقع در بخش (اصطلاحی در تقسیمات کشوری) کریستین، ایالت کنتاکی می‌باشد. در سرشماری سال ۲۰۰۰ میلادی جمعیت آن ۳۰۰۸۹ نفر بود.

## جغرافیا
هاپکینزویل در بخش کریستین در ۱۷'۵۱°۳۶ شمالی، ۲۰'۲۹°۸۷ غربی واقع شده است.
مطابق گزارش ادارهٔ سرشماری ایالات متحده، مساحت این شهر ۶۲٫۳ کیلومتر مکعب است که ۶۲٫۲ کیلومتر مکعب آن را خشکی و ۰٫۰۴٪ در صد آن را آب تشکیل داده است.

## سایت رسمی
www.HopkinsvilleKy.US - سایت رسمی فرمانداری محلی شهر هاپکینزویل.